# 후타카와촌 (후쿠시마현)
후타카와촌(二川村)은 후쿠시마현 미나미아이즈군에 존재했던 촌이다. 현재의 시모고정 북동부에 위치한다.

## 지리
현재 시모고정의 북동부에 위치한다.
촌은 산이 많은 지형이다.
촌은 아가강 동쪽 기슭에 위치한다.

## 역사
마을 이름은 쓰루누마강 아가 2개의 강이 합류하는 지점에 위치하여 후타카와촌이라고 불리게 되었다.
- 1889년 4월 1일 - 정촌제 시행에 의해 3촌이 합병해 성립하였다.
- 1928년 9월 1일 - 나가에촌과 합병해 에가와촌이 성립하여, 동일 후타카와촌이 폐지되었다.

## 인구, 세대

### 인구
- 1889년 962
- 1907년 1,093
- 1920년 1,207

### 세대
- 1920년 183

## 참고문헌
- 角川日本地名大辞典編纂委員会『角川日本地名大辞典 7 福島県』、角川書店、1981年 ISBN 4-04-001070-1
- 日本加除出版株式会社編集部『全国市町村名変遷総覧』、日本加除出版、2006年、ISBN 4-8178-1318-0